# Мамонтова Віра Олексіївна
Ві́ра Олексі́ївна Ма́монтова (нар. 24 грудня 1917, Київ — пом. 27 березня 2016, Київ) — український ентомолог, фахівець з систематики попелиць, доктор біологічних наук з 1976 року.

## Життєпис
Народилася 11 [24] грудня 1917 року в Києві. 1941 року закінчила Київський університет, де й працювала протягом 1944–1947 років науковим співробітником Канівського біогеографічного заповідника. Член КПРС з 1952 року. Від 1947 року — в Інституті зоології АН УРСР:
- у 1977—1982 роках — завідувач відділу екології та фауни комах;
- у 1982—1990 роках — консультант;
- у 1999—2001 роках — позаштатний співробітник відділу ентомології.

Померла в Києві 27 березня 2016 року.

## Наукова діяльність
Проводила наукові дослідження в галузі екології, еволюції, філогенії та систематики попелиць фауни Східної Європи. Зібрала колекцію цих комах (понад 600 видів), описала 4 роди, 44 види та 6 підвидів, нових для науки. Брала участь в укладанні «Определителя вредных и полезных насекомых и клещей однолетних и многолетних трав и зерновых культур в СССР» (Ленинград, 1983). 
Автор близько 100 публікацій, зокрема 7 монографічних. Серед робіт:
- Мамонтова, В. А. 1953. Тли сельскохозяйственных культур правобережной лесостепи УССР. Киев, Изд. АН УССР: 72 с.
- Мамонтова, В. А. 1955. Дендрофильные тли Украины. Киев, Изд. АН УССР: 92 с.
- Мамонтова, В. А. 1959. Злакові попелиці України. Киев, Вид. АН УРСР: 94 с.
- Мамонтова, В. А. 1972. Фауна України. Т. 20, Вип. 7. Попелиці-ляхніди. Наукова думка, Київ: 229 с.
- Мамонтова, В. А. 1976. Злаковые тли // Определитель сельскохозяйственных вредителей по повреждениям. Москва, Колос: 559-579.
- Мамонтова, В. А. 1980. Эволюция, филогенез, система тлей семейства ляхнид (Aphidinea, Lachnidae). Сообщение I [Архівовано 1 червня 2016 у Wayback Machine.]. Сообщение II [Архівовано 1 червня 2016 у Wayback Machine.]. Вестник зоологии, 1: 3-12; 3: 25-35.
- Мамонтова, В. А. 1987. Настоящие тли // Вредители сельскохозяйственных культур и лесных насаждений. Том I. Киев, Урожай: 195-259.
- Мамонтова, В. А. 1988. Коэволюция, сопряженная эволюция и сопряженные виды на примере тлей (Homoptera, Aphidinea) [Архівовано 1 червня 2016 у Wayback Machine.]. Вестник зоологии, 1: 3-13.
- Мамонтова, В. А., Зерова, М. Д., Дьякончук, Л. А., Ермоленко, В. М. и Козлов, М. А. 1991. Насекомые-галлообразователи. Том III. Наукова думка, Киев: 344 с.
- Мамонтова, В. А. 1999. Полиморфизм тлей (Homoptera, Aphidinea) в свете их зволюции [Архівовано 1 червня 2016 у Wayback Machine.]. Вестник зоологии, 33 (6): 3-16.
- Мамонтова, В. А. 2008. Эволюция, филогенез, система тлей семейства Ляхнид (Homoptera, Aphididae). Наукова думка, Киев. 208 с.
- Мамонтова, В. А. 2012. Тли семейства Ляхнид (Homoptera, Aphidoidea, Lachnidae) фауны Восточной Европы и сопредельных территорий. Наукова думка, Киев. 256 c.

## Відзнаки, пам'ять
Лауреат Державної премії УРСР в галузі науки і техніки (1977). 
Ім'ям В. О. Мамонтової названо 1 рід (Mamontova Shaposhnikov) і кілька видів та підвидів попелиць (Periphyllus mamontovae Narzikulov; Disaphys nevskyi mamontovae Shaposhnikov, тощо).